# Gérard von Sées
Gérard († 1157) war ein Bischof von Sées im 12. Jahrhundert.
Gérard wurde 1144 vom Kapitel der Kathedrale von Sées zum Bischof gewählt. Dies hatte eine harte Reaktion Gottfrieds Plantagenet zur Folge, der um dieselbe Zeit die Normandie erobert hatte und nun seine herzogliche Autorität voll zur Geltung bringen wollte. Der Herzog der Normandie besaß ein Zustimmungsrecht bei der Wahl neuer Bischöfe, das in diesem Fall aber übergangen wurde. Nachdem Gérard in einem Prozess vor einem kirchlichen Gericht als schuldig verurteilt worden war, ließ Gottfried Plantagenet ihn kastrieren. Dieses Strafmaß wurde von zeitgenössischen Chronisten als Unrecht und als illegitimer Akt der Gewalt verurteilt, weniger die Art der Bestrafung als vielmehr wegen des gesellschaftlichen Status des Delinquenten, der als Kleriker eigentlich der Bestrafung durch einen weltlichen Herrscher entzogen war. Laut einem Biographen des Erzbischofs von Canterbury, Thomas Becket, wurde das Glied (membra) Gérards dem Herzog in einer Schale präsentiert und Giraldus Cambrensis bezeichnete die Behandlung des Bischofs als das größte von der Plantagenet-Familie begangene Verbrechen neben dem 1170 erfolgten Mord am Erzbischof von Canterbury.
Durch seine Vermittlung erwirkte Papst Eugen III. zu Ostern 1146 in Paris eine Versöhnung zwischen Gottfried Plantagenet und Bischof Gérard, welcher sein Bistum bestätigt bekam.